# 벤저민 소프
벤저민 소프(Benjamin Thorpe, 1782년 ~ 1870년 7월 19일)는 잉글랜드의 앵글로색슨학자이다.

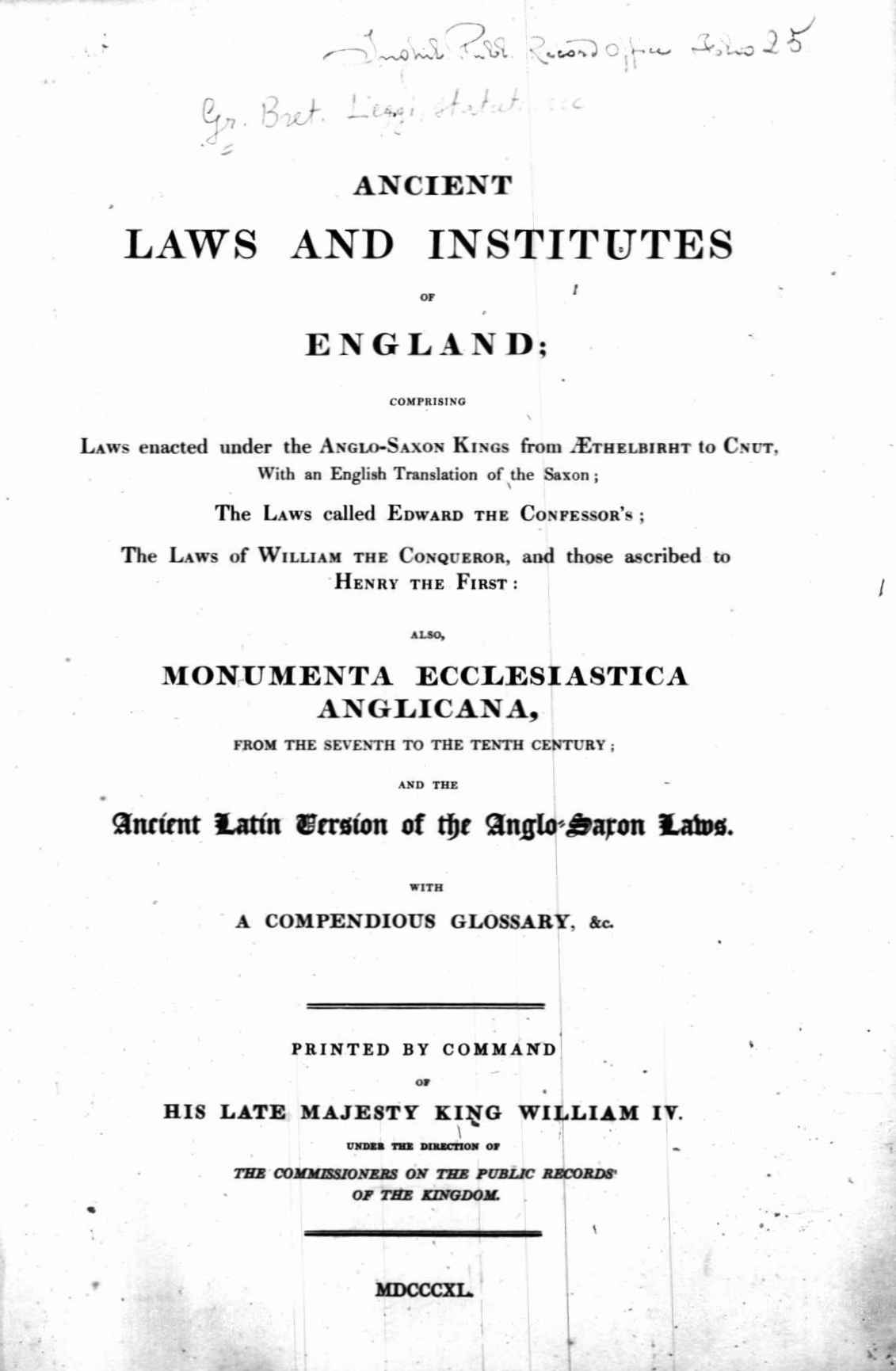
Ancient laws and institutes of England, 1840

1820년대 초 프랑스 파리에서 로스차일드 가의 은행 지점에서 일했다. 그러다 거기서 토머스 호지킨을 만나 그에게 폐결핵을 치료받았다.
코펜하겐 대학교에서 람수스 크리스티안 라스크의 지도를 받아 4년 공부한 뒤 1830년 잉글랜드로 돌아갔고, 앵글로색슨학자로서 명성을 쌓았다. 소프는 런던 골동품 협회 회원이었으며 뮌헨과 네덜란드 라이덴에서도 학회 회원이 되었다. 1880년 7월 치즈윅에서 죽었다.